# Källs-Nöbbelövs kyrka
Källs-Nöbbelövs kyrka är en kyrkobyggnad i Källs-Nöbbelöv. Den är församlingskyrka i Teckomatorps församling i Lunds stift. Den invigdes 1959 och var då den tredje kyrkan som byggts i församlingen.

## Kyrkobyggnaden

### Medeltidskyrkan
Fram till 1800-talet hade Källs-Nöbbelöv en liten tornlös romansk absidkyrka. Man har tillskrivit Tove stenmästare bygget och kan på så sätt datera kyrkan till ungefär 1180-talet. Från byggandet gjordes knappt några större ombyggnader utöver löpande underhåll. Under 1800-talet ökade socknens befolkning och en ny kyrka behövdes.

### 1800-talskyrkan
Medeltidskyrkan revs 1881 för att göra plats åt en ny kyrka. Den byggdes av gult tegel en liten bit söder om den gamla. Av den gamla kyrkan bevarades dopfunten och en tympanonrelief flyttades till Lunds universitets historiska museum. Den nya kyrkan invigdes 1883.
Kyrkan var sparsmakat inredd och med en färgsättning typisk för 1800-talets slut. Eiler Græbe målade om kyrkan invändigt 1933 då den fick lite ljusare färger.
Kyrkan visade sig dock vara illa byggd. Efter bara några år blev det problem med underhållet. Redan när Græbe målade om interiören var kyrkan fuktskadad. Senare började teglet vittra. 1946 förvärrades problemen ytterligare då man upptäckte svåra angrepp av husbock i taket.

### Den nuvarande kyrkan
1948 kom Eiler Græbe med förslag på åtgärder. Församlingen valde då att riva den gamla kyrkan och bygga nytt, eftersom det var den billigaste lösningen. Beslut om rivning togs den 6 april 1956. Detta hände i en tid då nya landsortskyrkor var ovanliga. Dessutom hade invånarantalet sjunkit ordentligt i församlingen, liksom i många andra landsbygdsförsamlingar. Därför skulle den nya kyrkan komma att bli mycket mindre än den gamla, som nu vara onödigt stor med tanke på att församlingen och antalet gudstjänstbesökare minskade. Den gamla kyrkan stängdes 1947 och gudstjänster hölls i en skolsal. Därefter dröjde det dock ett tag innan man kunde börja bygga den nya kyrkan och riva den gamla. 1957 kunde rivningen genomföras, den 1 juni föll tornet.
Från 1958 uppfördes en ny kyrka enligt Eiler Græbes ritningar. Den skulle bli den enda församlingskyrkan som nyuppfördes efter ritningar av Græbe. Invigning skedde den 13 december 1959.
Kyrkan är byggd av sten och gudstjänstrummet är månghörnigt. Tornet är litet och sträcker sig inte långt över salens höga taknock. Inspiration till tornets och resten av byggnadens storleksförhållande hade enligt Græbe hämtats från klosterkyrkorna i Lund och Ystad. Ovanligt nog har kyrkan sin ingång i öster och koret med altare i väster. Detta berodde på att Eiler Græbe tyckte att församlingen skulle slippa gå runt sin kyrka varje gång de skulle in eftersom parkeringsplatsen ligger i öster.

## Inventarier
- Altaruppsatsen av trä är gjord av Ivan Jakobsson.
- Dopfunten kommer från medeltidskyrkan och skulpterades av Tove.
- Tornets klocka har hämtats från 1800-talskyrkan.[1]

### Orgel
- Orgel med 7 stämmor, 2 manualer och pedal byggd 1957 av Wilhelm Hemmersam, Köpenhamn som kororgel till Ängelholms kyrka. Orgeln är mekanisk.

| Manual I      | Manual II     | Pedal      | Koppel |
| Gedakt 8'     | Salicional 8' | Subbas 16´ | I/P    |
| Principal 4'  | Rörflöjt 4'   |            | II/P   |
| Blockflöjt 2' | Scharf 2 chor |            | II/I   |

## Galleri

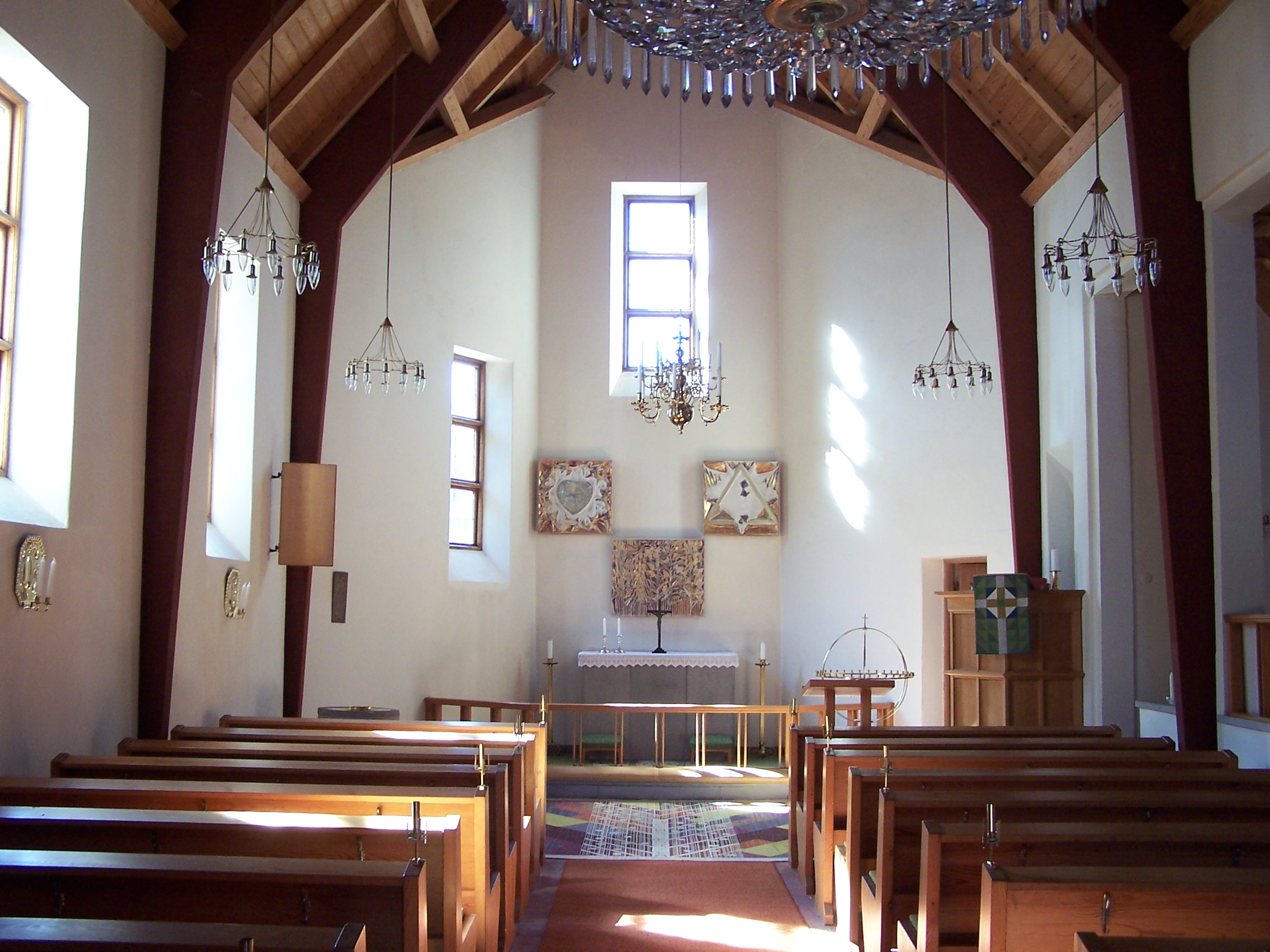
Interiör
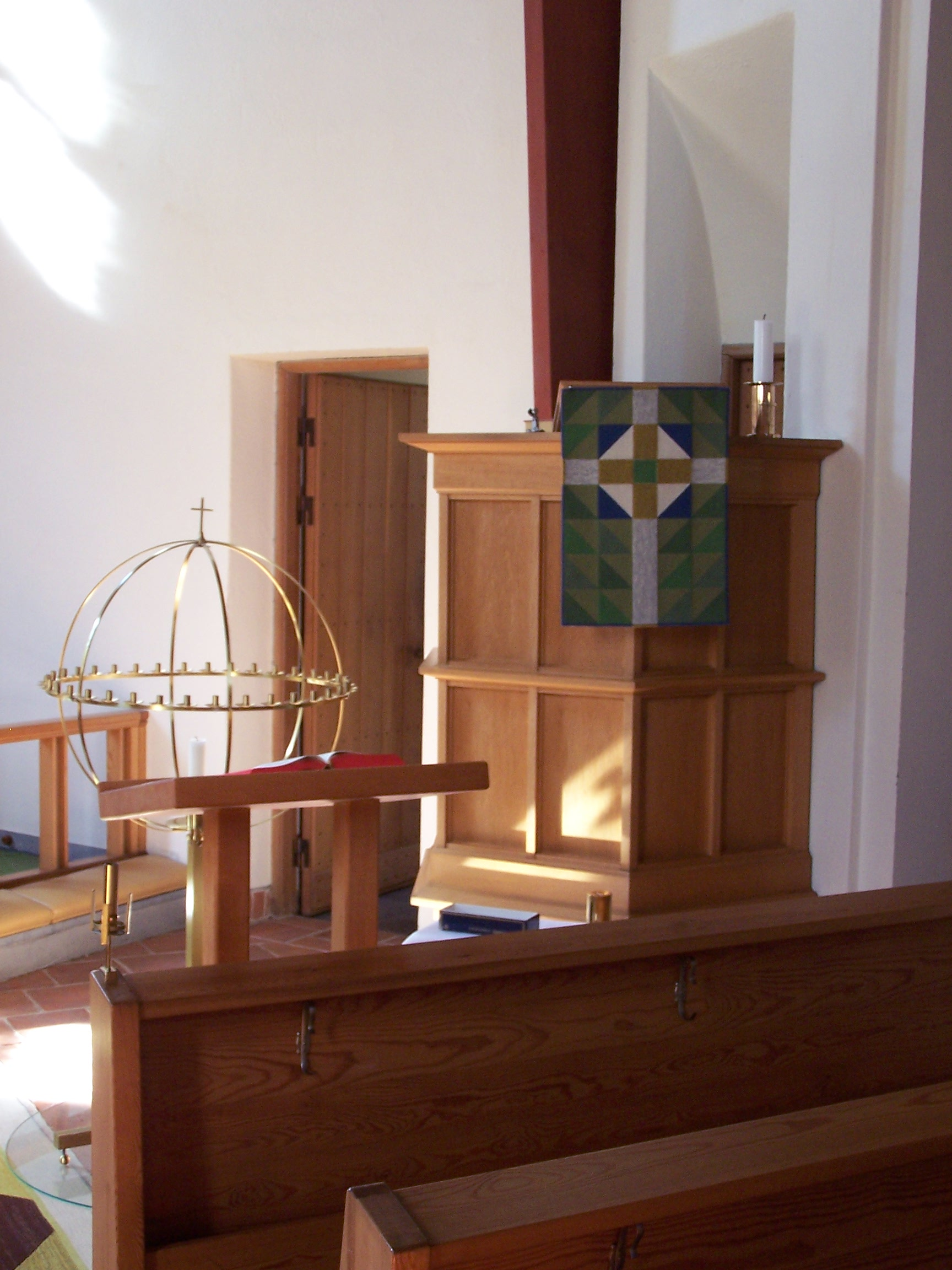
Predikstolen
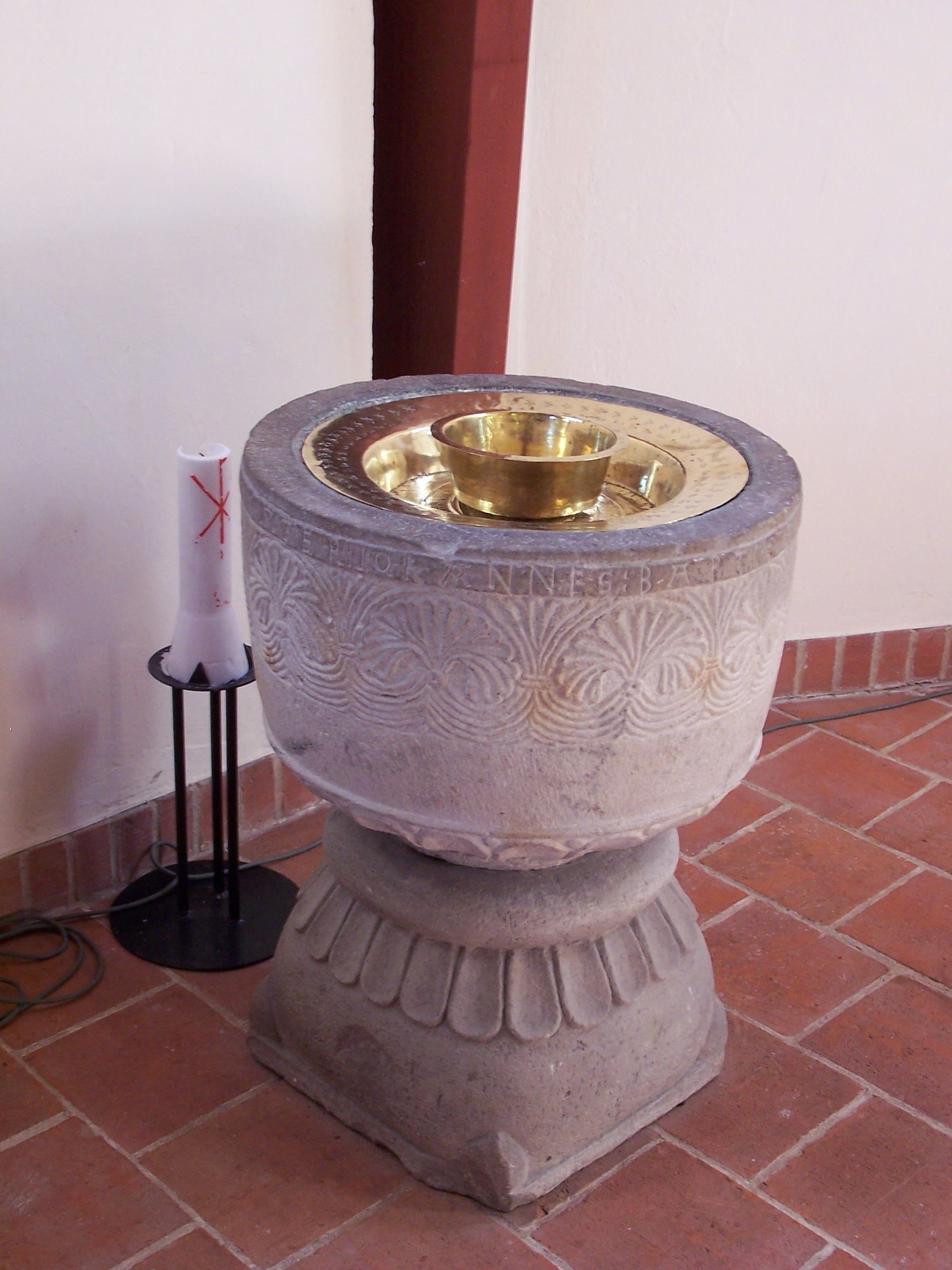
Dopfunten